# Блищик Анастасія Сергіївна
Анастасі́я Сергі́ївна Бли́щик (нар. Херсонська область) — українська журналістка, військовослужбовиця ЗСУ, лейтенант 47 ОМБр Збройних сил України, учасниця російсько-української війни. Член Жіночого ветеранського руху (2022).
Щоденна італійська газета «Il Foglio» обрала Анастасію Блищик «Персоною року 2022».

## Життєпис
Закінчила факультет журналістики Запорізького національного університету.
Працювала журналісткою телеканалів «Еспресо TV»; «Україна» та «Україна 24» (2019—2022).

### Російсько-українська війна

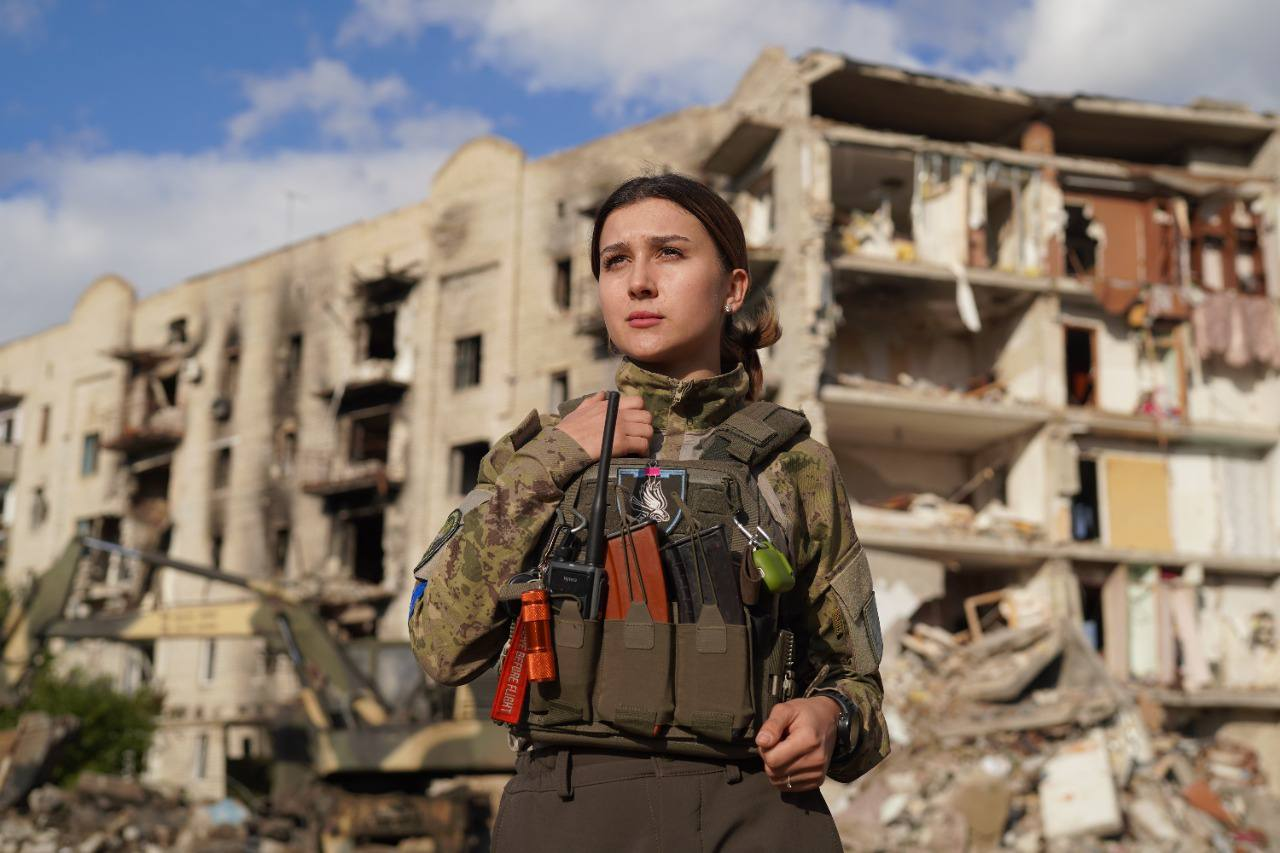
Анастасія Блищик у звільненому Ізюмі на Харківщині. 3 жовтня 2022 р.

Добровільно вступила до лав Збройних сил України після того, як на Харківщині в травні 2022 року загинув її наречений — журналіст Олександр Махов. Спочатку служила пресофіцеркою в Ізюмському батальйоні ТрО, зараз на цій же посаді в 47-й окремій механізованій бригаді.
8 березня 2023 року Головнокомандувач Збройних сил України Валерій Залужний вручив Блищик погон зі званням «молодший лейтенант».

| Я служу з людьми, які соромляться говорити про свої здобутки. Вони кажуть: «Ми не Герої, ми весь час виконували свій обов'язок». Я посміхаюся й відповідаю: «Ви — найкращі» |
| — Анастасія Блищик |

Ініціаторка перейменування вулиці в Києві та Ізюмі на честь Олександра Махова. 20 листопада 2022 року Анастасія Блищик почепила першу табличку з назвою вулиці.

## Нагороди
- почесний нагрудний знак Головнокомандувача ЗСУ «Срібний хрест» (2023)[15];
- відзнака від бригадного генерала Олександра Тарнавського[15];
- грамота від міністра оборони України Олексія Резнікова[15].

## Військові звання
- лейтенант (2024)[16];
- молодший лейтенант (8.3.2023)[13];
- солдат (2022)[17].